# アミ－・ウィルソン・ハーディ
アミ－・ウィルソン・ハーディ（Amy Wilson-Hardy、1991年9月13日 - ）は、イングランドの女子ラグビー選手。

## プロフィール
- イングランド・プール出身[1]。
- ポジションはウィング(WTB)、センター(CTB)。
- 身長 168cm、体重 70kg
- 7人制イングランド代表に選ばれたことがある[2]。
- ワールドカップ2017のイングランド代表に選ばれた[3]。

## 略歴
2016年、リオ五輪の7人制イギリス代表に選ばれた。
2024年、パリ五輪の7人制イギリス代表に選ばれた。